# Parque Ipupiara
O Parque Ipupiara é um parque brasileiro localizado em São Vicente, no estado de São Paulo, cujo nome faz referência à criatura descrita por Pero de Magalhães Gandavo, nomeada Ipupiara.

## O parque
Nele encontra-se o "Centro Cultural da Imagem e do Som", chamado ainda de "Cine 3D", inaugurado em 22 de Janeiro de 2000, que possui um cinema para 63 lugares, além do "Espaço Cultural Francisco Rienzi", com livros, discos de vinil e Cd’s.